# 심현희
심현희(沈賢喜, 1992년 2월 6일~)은 대한민국의 국립발레단 솔리스트이다.

## 학력
- 한국예술종합학교 실기과 예술사(졸업)

## 수상
- 2013 제26회 그라스 국제발레 콩쿠르 파드되부문 대상
- 2013 제10회 서울국제무용콩쿠르 발레 시니어부문 1등상
- 2012 제2회 보스턴 국제발레콩쿠르 시니어부문 은상
- 2012 제3회 남아프리카 국제발레콩쿠르 시니어부문 은상
- 2011 제6회 시칠리아국제무용콩쿠르 베스트 파드되상
- 2011 제6회 시칠리아국제무용콩쿠르 시니어부문 우승
- 2011 제11회 유스아메리카그랑프리 발레 파드되부문 금상
- 2010 제24회 바르나국제발레콩쿠르 모던발레 작품상
- 2010 제24회 바르나국제발레콩쿠르 주니어부문 은상
- 2009 제39회 동아콩쿠르 학생부 금상

- 국립발레단 솔리스트
- (전)유니버셜발레단